# 韩美导弹指南
韩美导弹指南是韩国和美国之间的一项协议，从1979年到2021年实施，旨在减少韩国的导弹。它限制了韩国武器的射程，使朝鲜以外的韩国邻国，特别是日本，就不会感到受到威胁，从而限制了制造类似武器的想法。

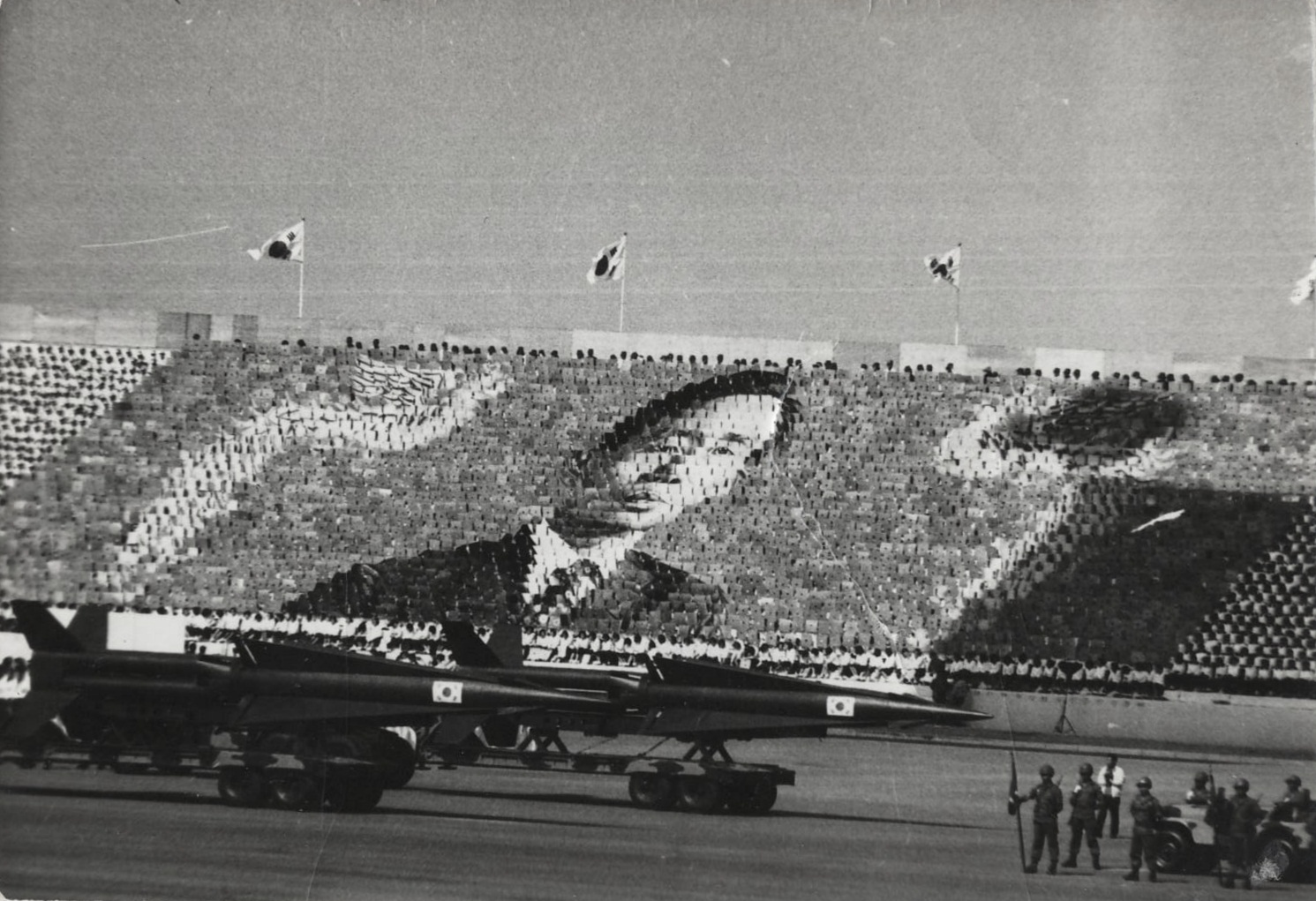
1973年展出的韩国玄武-1型导弹（根据耐克大力士改进），射程约140公里

## 背景
1979年，韩国同意弹道导弹指导方针，将该国的弹道导弹射程限制在180公里。与此同时，美国提供了短程导弹技术，帮助韩国开发玄武系列导弹。
2001年，美国同意将射程限制扩大到300公里，该限制仅适用于高速、自由飞行的弹道导弹，不包括速度较慢、低空飞行的巡航导弹。韩国研发了一种名为玄武-3的无人机和巡航导弹。无人机的射程没有限制，而玄武三型巡弋飛彈的射程为1500公里。韩国的导弹射程小于朝鲜的导弹，如劳动导弹（1300公里射程的弹道导弹）和大浦洞2號飛彈（6000公里射程的洲际弹道导弹）。
2012年10月6日，在韩国和美国举行多次会议后，双方同意将弹道导弹射程扩大到800公里。比韩国建议的射程（1000公里）短，但比现有的300公里限制高得多。
在最新的导弹指南延期后，一家中国媒体报道称，韩国的弹道导弹将获得打击中国、日本、俄罗斯和朝鲜的能力。媒体对韩国扩大导弹射程后袭击北京的可能性表示担忧。新华社评价称，扩大导弹射程违反了飛彈科技管制建制（MTCR），日本对朝鲜加强抵抗表示担忧。俄罗斯反对扩大韩国的导弹射程。朝鲜表示，他们将加强军事力量以应对延期。朝鲜表示，他们的火箭能够到达韩国、日本、关岛甚至美国。美国表示，延长导弹射程的协议是为了提高韩国应对朝鲜弹道导弹威胁的防御能力。他还强调，美韩联盟的重点是维护朝鲜半岛和东南亚的安全，美国将信守其稳步保卫韩国的承诺。
2017年，韩国试射了射程800公里的玄武-2C导弹。
2017年9月4日，美国总统唐纳德·特朗普“原则上”同意在朝鲜第六次核试验后取消对韩国导弹的弹头重量限制。
2021年5月21日，韩国总统文在寅和美国总统乔·拜登同意完全废除导弹指导方针，允许韩国开发和拥有任何类型的导弹，包括洲际弹道导弹（ICBM）和先进的潜射弹道导弹（SLBM）。

## 路线图
| 年份        | 射程  | 有效载荷 | 使用固体燃料 |
| ----------- | ----- | -------- | ------------ |
| 1979-2001   | 180km | 500kg    | 全部         |
| 2001-2012   | 300km | 500kg    | 全部         |
| 2012-2017   | 800km | 500kg    | 全部         |
| 2017-2020   | 800km | 无限制   | 全部         |
| 2020-2021.5 | 800km | 无限制   | 军用         |
| 2021.5-     | 废除  |          |              |